# Gran Premio de Penya Rhin

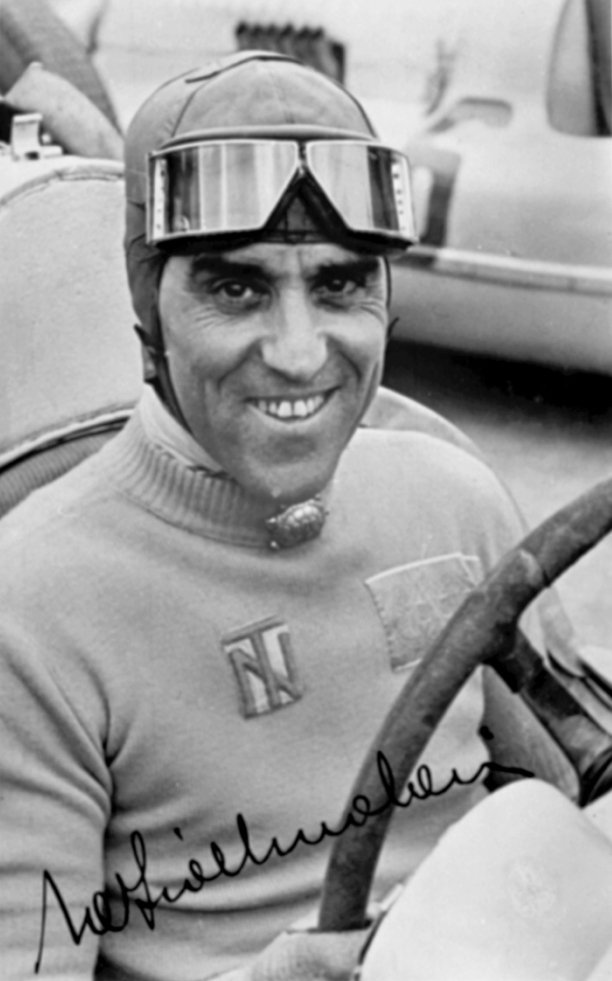
Sieger 1936: Tazio Nuvolari

Der Gran Premio de Penya Rhin (Große Preis von Penya Rhin) war ein internationales Automobil-Rennen, das zwischen 1916 und 1954 insgesamt 15 Mal in Spanien ausgetragen wurde.
Das Rennen wurde nach dem Ersten Weltkrieg erstmals ausgetragen und fand auf einer 14,791 km langen Strecke in Vilafranca del Penedès statt. Zwischen 1921 und 1923 war es für die Voiturette-Kategorie ausgeschrieben.
Nach einer neunjährigen Pause wurde der Gran Premio de Penya Rhin von 1933 bis 1936 auf dem Circuit de Montjuïc in Barcelona ausgetragen und stand Grand-Prix-Fahrzeugen offen. Er zog die international dominierenden deutschen und italienischen Werksteams mit ihren Spitzenfahrern an, zählte aber nie zu den Grandes Epreuves der vom internationalen Automobilsportverband AIACR ausgeschriebenen Grand-Prix-Europameisterschaft.
Nach dem Zweiten Weltkrieg fanden bis 1954 noch vier Auflagen des Penya-Rhin-Grand-Prix statt. Austragungsort war der Circuit de Pedralbes, ebenfalls in Barcelona. 1946 und 1948 waren wieder Grand-Prix-Wagen am Start. 1950 war das Rennen für die Formel 1 ausgeschrieben, hatte jedoch keinen Weltmeisterschaftsstatus. Der letzte Gran Premio de Penya Rhin wurde im Jahr 1954 veranstaltet und war ein Sportwagenrennen.

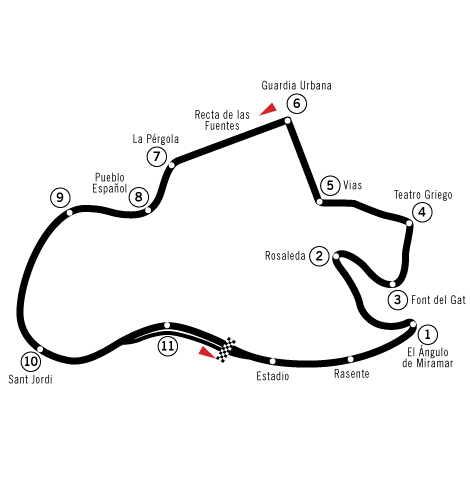
Circuit de Montjuïc (1933–1936)
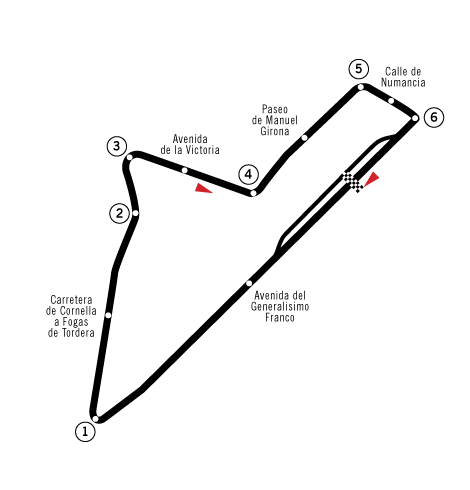
Circuit de Pedralbes (1946–1954)

## Ergebnisse
| Auflage | Jahr          | Strecke                        | Klasse                         | Sieger                         | Zweiter                           | Dritter                        | Pole-Position                               | Schnellste Runde                  |
| ------- | ------------- | ------------------------------ | ------------------------------ | ------------------------------ | --------------------------------- | ------------------------------ | ------------------------------------------- | --------------------------------- |
| —       | 1916          | Vilafranca                     |                                | José María Moré (David-MAG)    | unbekannt                         | unbekannt                      | unbekannt                                   | unbekannt                         |
| —       | 1917          | Vilafranca                     |                                | Sebastián Nadal (Ideal)        | unbekannt                         | unbekannt                      | unbekannt                                   | unbekannt                         |
| —       | 1918          | Vilafranca                     |                                | Joaquín Cortes (Ideal)         | unbekannt                         | unbekannt                      | unbekannt                                   | unbekannt                         |
| —       | 1919          | Vilafranca                     |                                | Santiago Soler (David-MAG)     | unbekannt                         | unbekannt                      | unbekannt                                   | unbekannt                         |
|         | 1920          | kein Gran Premio de Penya Rhin | kein Gran Premio de Penya Rhin | kein Gran Premio de Penya Rhin | kein Gran Premio de Penya Rhin    | kein Gran Premio de Penya Rhin | kein Gran Premio de Penya Rhin              | kein Gran Premio de Penya Rhin    |
| 01      | 1921          | Vilafranca                     | Voiturette                     | Pierre de Vizcaya (Bugatti)    | Jacques Mones-Maury (Bugatti)     | Louis Revaux (La Perle-Bignan) | unbekannt                                   | unbekannt                         |
| 02      | 1922          | Vilafranca                     | Voiturette                     | Kenelm Lee Guinness (Talbot)   | Louis Zborowski (Aston Martin)    | Ramassoto (Chiribiri)          | unbekannt                                   | „Deo“ (Chiribiri)                 |
| 03      | 1923          | Vilafranca                     | Voiturette                     | Albert Divo (Talbot)           | Louis Zborowski (Aston Martin)    | Dario Resta (Talbot)           | unbekannt                                   | Albert Divo (Talbot)              |
|         | 1924 bis 1932 | kein Gran Premio de Penya Rhin | kein Gran Premio de Penya Rhin | kein Gran Premio de Penya Rhin | kein Gran Premio de Penya Rhin    | kein Gran Premio de Penya Rhin | kein Gran Premio de Penya Rhin              | kein Gran Premio de Penya Rhin    |
|         |               |                                |                                |                                |                                   |                                |                                             |                                   |
| 04      | 1933          | Montjuïc                       | GP                             | Juan Zanelli (Alfa Romeo)      | Vasco do Sameiro (Alfa Romeo)     | Marcel Lehoux (Bugatti)        | Esteban Tort (Nacional Pescara) (gesetzt)   | Tazio Nuvolari (Alfa Romeo)       |
| 05      | 1934          | Montjuïc                       | GP                             | Achille Varzi (Alfa Romeo)     | Louis Chiron (Alfa Romeo)         | Marcel Lehoux (Alfa Romeo)     | Marcel Lehoux (Alfa Romeo) (gesetzt)        | Louis Chiron (Alfa Romeo)         |
| 06      | 1935          | Montjuïc                       | GP                             | Luigi Fagioli (Mercedes-Benz)  | Rudolf Caracciola (Mercedes-Benz) | Tazio Nuvolari (Alfa Romeo)    | Rudolf Caracciola (Mercedes-Benz) (gesetzt) | Rudolf Caracciola (Mercedes-Benz) |
| 07      | 1936          | Montjuïc                       | GP                             | Tazio Nuvolari (Alfa Romeo)    | Rudolf Caracciola (Mercedes-Benz) | Giuseppe Farina (Alfa Romeo)   | Bernd Rosemeyer (Auto Union) (gesetzt)      | Tazio Nuvolari (Alfa Romeo)       |
|         | 1937 bis 1945 | kein Gran Premio de Penya Rhin | kein Gran Premio de Penya Rhin | kein Gran Premio de Penya Rhin | kein Gran Premio de Penya Rhin    | kein Gran Premio de Penya Rhin | kein Gran Premio de Penya Rhin              | kein Gran Premio de Penya Rhin    |
|         |               |                                |                                |                                |                                   |                                |                                             |                                   |
| 08      | 1946          | Pedralbes                      | GP                             | Giorgio Pelassa (Maserati)     | Ciro Basadonna (Maserati)         | Alberto Puigpalao (Maserati)   | unbekannt                                   | Luigi Villoresi (Maserati)        |
|         | 1947          | kein Gran Premio de Penya Rhin | kein Gran Premio de Penya Rhin | kein Gran Premio de Penya Rhin | kein Gran Premio de Penya Rhin    | kein Gran Premio de Penya Rhin | kein Gran Premio de Penya Rhin              | kein Gran Premio de Penya Rhin    |
| 09      | 1948          | Pedralbes                      | GP                             | Luigi Villoresi (Maserati)     | Reg Parnell (Maserati)            | Louis Chiron (Talbot-Lago)     | unbekannt                                   | Luigi Villoresi (Maserati)        |
|         | 1949          | kein Gran Premio de Penya Rhin | kein Gran Premio de Penya Rhin | kein Gran Premio de Penya Rhin | kein Gran Premio de Penya Rhin    | kein Gran Premio de Penya Rhin | kein Gran Premio de Penya Rhin              | kein Gran Premio de Penya Rhin    |
| 10      | 1950          | Pedralbes                      | F1                             | Alberto Ascari (Ferrari)       | Dorino Serafini (Ferrari)         | Piero Taruffi (Ferrari)        | Alberto Ascari (Ferrari)                    | Alberto Ascari (Ferrari)          |
|         | 1951 bis 1953 | kein Gran Premio de Penya Rhin | kein Gran Premio de Penya Rhin | kein Gran Premio de Penya Rhin | kein Gran Premio de Penya Rhin    | kein Gran Premio de Penya Rhin | kein Gran Premio de Penya Rhin              | kein Gran Premio de Penya Rhin    |
| 11      | 1954          | Pedralbes                      | SW                             | François Picard (Ferrari)      | Roy Salvadori (Jaguar)            | Ninian Sanderson (Jaguar)      | Jean Behra (Gordini)                        | Jean Behra (Gordini)              |

| Legende   | Legende                                                                                              | Legende                                                     |
| Abkürzung | Klasse                                                                                               | Kommentar                                                   |
| --------- | --- | ----------------------------------------------------------- |
| F1        | Formel 1                                                                                             | Formel-1-Weltmeisterschaft ab 1950                          |
| F2        | Formel 2                                                                                             |                                                             |
| FL        | Formula libre                                                                                        | Fahrzeugklasse in der Regel vom Veranstalter ausgeschrieben |
| SW        | Sportwagen                                                                                           |                                                             |
| TW        | Tourenwagen                                                                                          |                                                             |
| GP        | Grand-Prix-Fahrzeuge                                                                                 |                                                             |
|           | ↓ Durchgehende graue Linien zeigen an, wann in der Geschichte auf einem neuen Kurs gefahren wurde. ↓ |                                                             |
|           | |                                                             |
|           | Einträge mit hellrotem Hintergrund waren keine Läufe zur Automobil- bzw. Formel-1-Weltmeisterschaft. |                                                             |
|           | Einträge mit gelbem Hintergrund waren Läufe zur Europameisterschaft.                                 |                                                             |